# Leonid Rieszetnikow
Leonid Pietrowicz Rieszetnikow, ros. Леонид Петрович Решетников (ur. 6 lutego 1947 w Poczdamie) – radziecki wojskowy, funkcjonariusz radzieckiego i rosyjskiego wywiadu zagranicznego.

## Życiorys
Urodził się w rodzinie wojskowego. W 1970 został absolwentem studiów historycznych na Charkowskim Uniwersytecie Państwowym im. Maksyma Gorkiego, jest kandydatem nauk historycznych.
W latach 1976–2009 służył w radzieckim, następnie w rosyjskim wywiadzie zagranicznym, posiada stopień generała porucznika. Od 2009 do 2017 na podstawie dekretu prezydenta Miedwiediewa pełnił funkcję dyrektora Rosyjskiego Instytutu Badań Strategicznych (RISI) w Moskwie, będąc jednocześnie członkiem Rady Naukowej przy Radzie Bezpieczeństwa Federacji Rosyjskiej.

## Nagrody i odznaczenia
Jest odznaczony Orderem „Za zasługi dla Ojczyzny” IV klasy, Orderem Męstwa, Orderem Honoru, a także orderami Rosyjskiego Kościoła Prawosławnego, Rosyjskiego Kościoła Prawosławnego za Granicą i Serbskiego Kościoła Prawosławnego.